# The Age of Innocence (film fra 1924)
The Age of Innocence er en amerikansk stumfilm fra 1924 af Wesley Ruggles.

## Medvirkende
- Beverly Bayne som Ellen Olanska
- Edith Roberts som May Mingott
- Elliott Dexter som Newland Archer
- Willard Louis som Cornelius Beaufort
- Fred Huntley
- Gertrude Norman
- Sigrid Holmquist